# Aixúkovo
Aixúkovo (en rus: Ашуково) és un poble de l'óblast de Riazan, a Rússia, segons el cens del 2010 tenia 64 habitants.